# Saludo vulcano

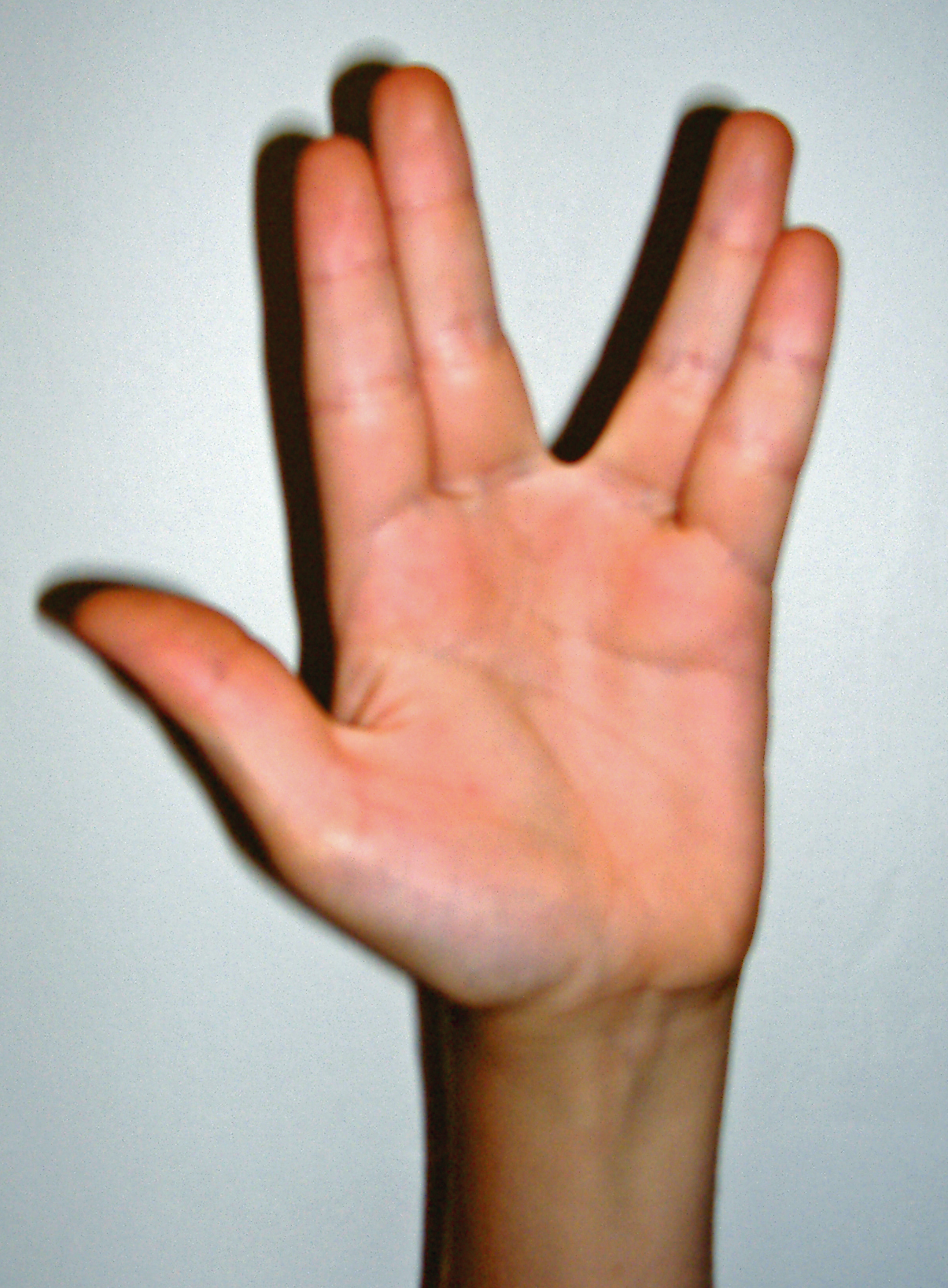
Saludo vulcano

El saludo vulcano o saludo de Boole es un saludo creado por la serie de ficción Star Trek, producida por Gene Roddenberry entre 1966 y 1969. El saludo se realiza con la palma abierta, dedos juntos, separando en amplia "V" los dedos medio y anular. Es el saludo supuestamente común entre los vulcanos (llamados también vulcanianos), una raza humanoide que, según la serie, habitarían en un planeta llamado Vulcano (situado a 15 años luz de la Tierra), siendo conocidos por su forma de vida basada en la razón y la lógica.
El saludo suele estar acompañado de la frase "larga vida y prosperidad". 
Este saludo era realizado por el actor Leonard Nimoy encarnando al vulcano Spock, el primer oficial de la nave Enterprise.

## Origen

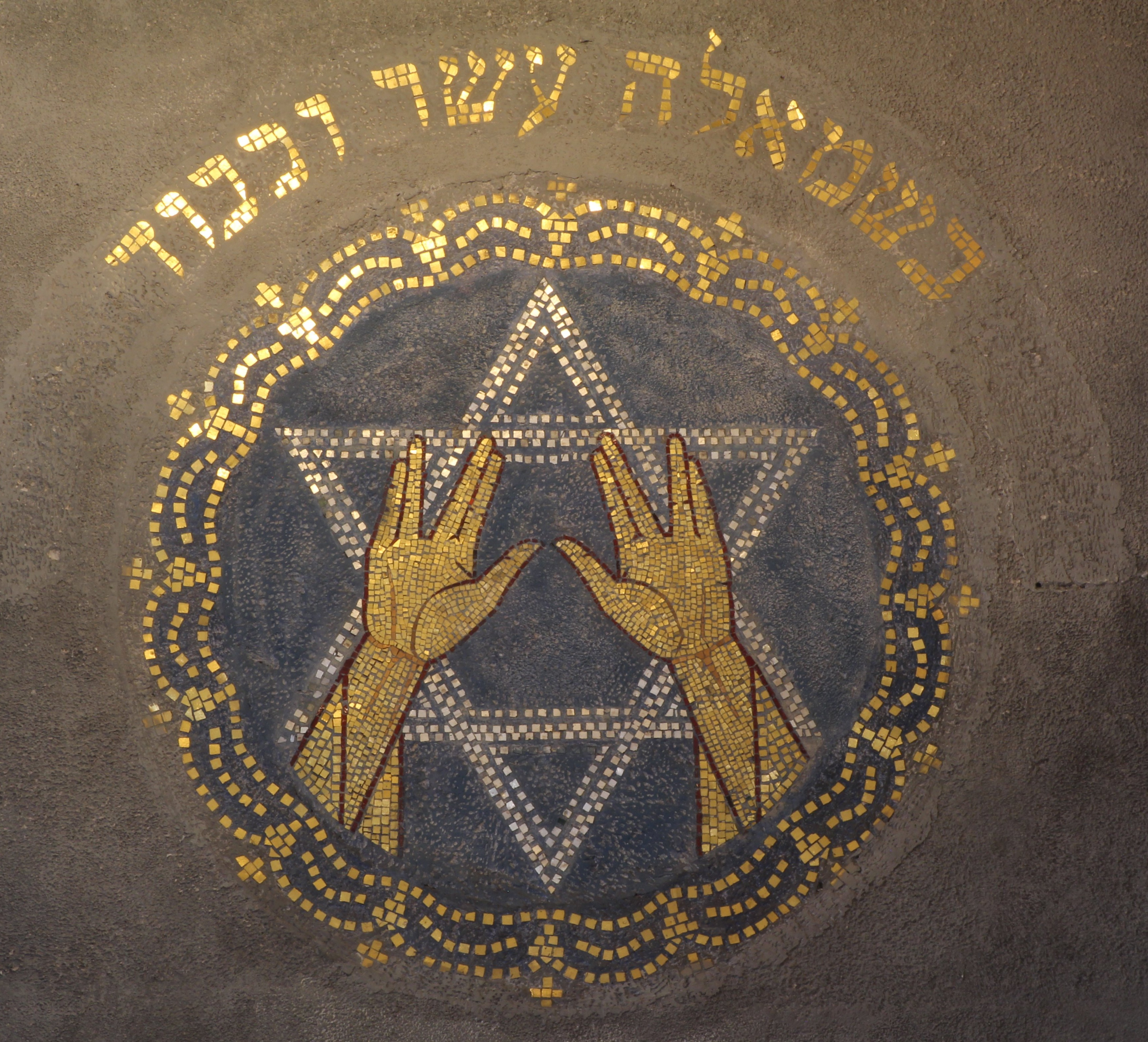
Gesto de bendición que serviría de inspiración para el saludo vulcano

El saludo apareció por primera vez en 1967 en el episodio de apertura de la segunda temporada de Star Trek, La época de Amok. Nimoy lo hizo como alternativa a un abrazo, que era el saludo que figuraba en el guion original y que (como el actor señaló a los guionistas) contradecía la imagen que la serie daba de la sociedad vulcana.
En su autobiografía de 1975 I Am Not Spock, Nimoy, que era judío, escribió que se basó en la Bendición Sacerdotal que realizan los Kohanim judíos con ambas manos, pulgar con pulgar en esta misma posición, representando la letra hebrea Shin (ש), que tiene tres trazos hacia arriba similares a la posición del pulgar y los dedos en el gesto. La letra Shin representa aquí a El Shaddai, que significa "Todopoderoso (Dios)", así como a Shekhinah y Shalom. Nimoy escribió que, cuando era niño, su abuelo le llevó a una sinagoga ortodoxa, donde vio cómo se realizaba la bendición y le impresionó.

## Referencias en el cine, series y cultura popular

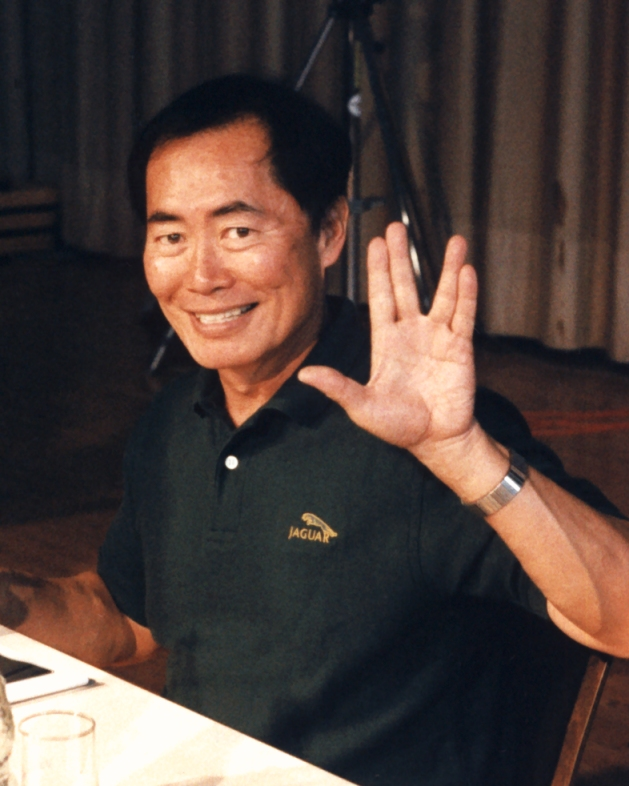
George Takei Capitán Hikaru Sulu haciendo el saludo.
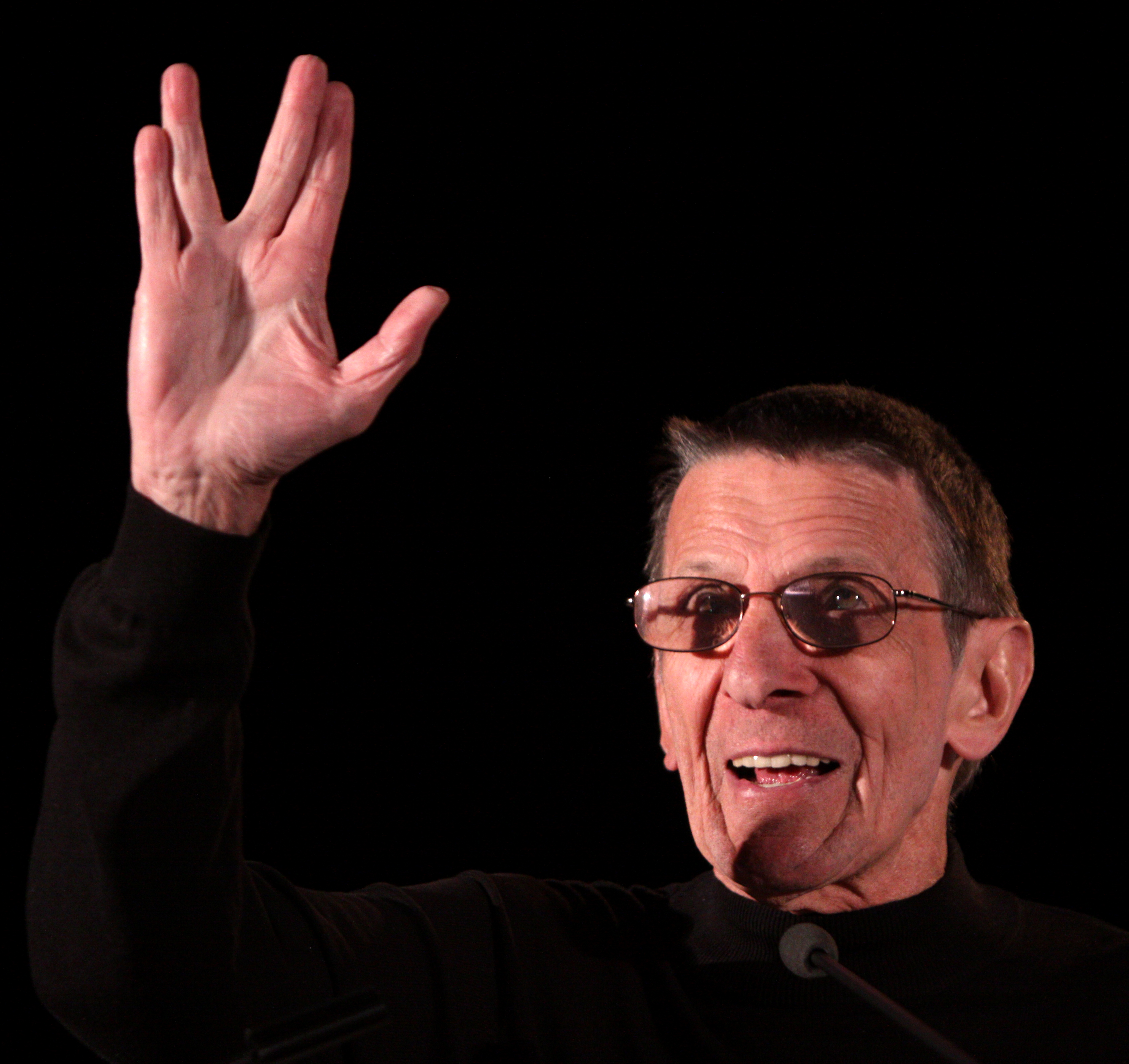
Leonard Nimoy Sr. Spock en la Comicom de 2011 en Phoenix, Arizona.
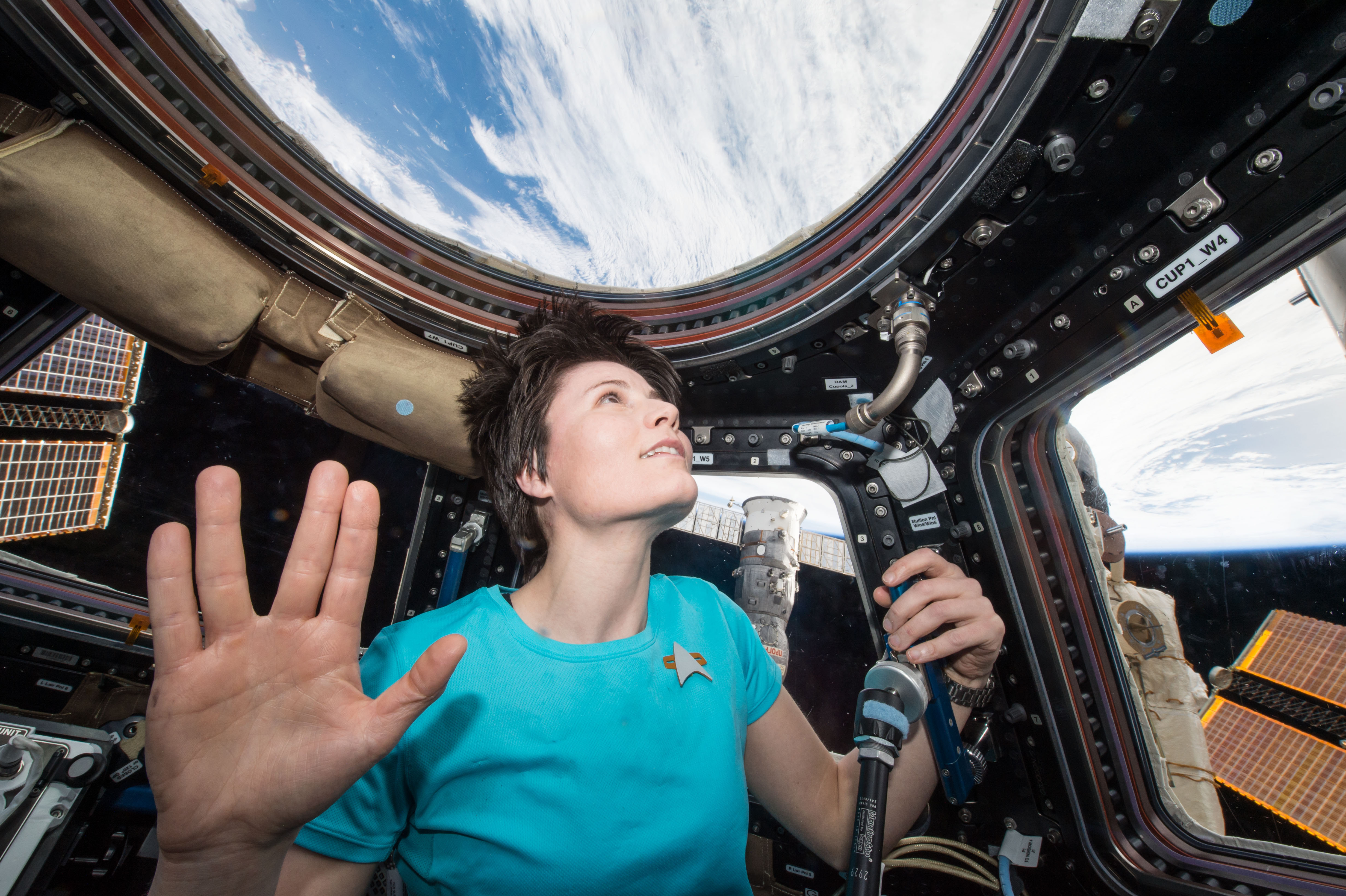
Astronauta italiana Samantha Cristoforetti en la Estación Espacial Internacional, hace homenaje a Nimoy en febrero de 2015.